# Cecilia Cheung
Cecilia Cheung Pak-chi (Chino tradicional: 張栢芝; chino simplificado: 张柏芝, pinyin: Zhang Bózhī, Hong Kong, 24 de mayo de 1980) es una actriz y cantante hongkonesa. 

## Biografía
En 2006 se casó con Nicholas Tse, con quien tuvo dos hijos (Lucas y Quinto), la pareja se divorció en 2011.
En diciembre de 2018 se anunció que Cecilia había tenido un tercer hijo en noviembre del mismo año.

## Carrera
Se considera una persona con talento, por su forma de cantar y como actriz que ha recibido la atención de los medios y del público, ella había comenzado participar con Stephen Chow, luego para llevar adelante su exitosa carrera personal. 

## Filmografía

### Películas
- The Lion Roars 2  (2012)
- Speed Angels  (2011)
- Legendary Amazons  (2011)
- Treasure Hunt  (2011)
- All's Well, Ends Well 2011  (2011)
- The 601st Phone Call (第601個電話) (2006)
- My Kung-Fu Sweetheart (野蠻秘笈) (2006)
- The Shopaholics (最愛女人購物狂) (2006)
- The Promise (無極) (2005, film nominato ai Golden Globe, agli Hong Kong Film Awards, ai Golden Trailer e al Fantasporto)
- Himalaya Singh (喜瑪拉阿星) (2005)
- The White Dragon (小白龍情海翻波) (2004)
- One Nite in Mongkok (旺角黑夜) (2004)
- Papa Loves You (這個阿爸真爆炸) (2004, cammeo)
- Sex and the Beauties (性感都市) (2004)
- Fantasia (鬼馬狂想曲) (2004)
- Lost in Time (忘了忘不了) (2003, premi come "Miglior Attrice" ai Golden Bauhinia ed agli Hong Kong Film Awards)
- Running on Karma (大隻老) (2003)
- Cat and Mouse (老鼠愛上貓) (2003)
- Honesty (絕種好男人) (2003)
- Mighty Baby (絕世好B) (2002)
- Second Time Around (無限復活) (2002)
- The Lion Roars (我家有一隻河東師) (2002)
- The Legend of Zu (蜀山傳) (2001)
- Para Para Sakura (Para Para 嬰之花)(2001)
- Siu lam juk kau (少林足球) (2001, cammeo)
- Failan (파이란, 白蘭) (2001)
- Everyday Is Valentine (情謎大話王) (2001)
- Master Q 2001 (老夫子2001) (2001)
- Wu Yen (鍾無艷) (2001)
- Twelve Nights (十二夜) (2000)
- Tokyo Raiders (東京功略) (2000)
- Help!!! (辣手回春) (2000)
- The Legend of Speed (烈火戰車2之極速傳說) (1999)
- Fly Me to Polaris (星願) (1999)
- The King of Comedy (喜劇之王) (1999, nomination come "Miglior Attrice Esordiente" agli Hong Kong Film Awards)

### Programas de variedades
| Año        | Programa   | Notas                              |
| ---------- | ---------- | ---------------------------------- |
| 2019       | Day Day Up | invitada                           |
| 2019       | Midle Me   | (docuseries)                       |
| 2016, 2017 | Ace vs Ace | (ep. 1.02, 1.06 y 2.05) - invitada |
| 2016       | Happy Camp | invitada                           |